# Médaille Moyal
Pour les articles homonymes, voir Moyal.
La médaille Moyal est une distinction scientifique décernée chaque année par l'Université Macquarie pour récompenser des contributions à la recherche en mathématiques, en physique ou en statistiques.
Elle porte le nom du mathématicien australien José Enrique Moyal (1910-1998).

## Lauréats
- 2000 : Joe Gani (Stat. – Université nationale australienne)
- 2001 : Gerard Milburn (Phys. – Université du Queensland)[2]
- 2002 : Alan McIntosh (Math. – Université nationale australienne)
- 2003 : Terry Speed (Stat. – UC Berkeley et WEHI Melbourne)
- 2004 : Denis Evans (en) (Phys. – Université nationale australienne)
- 2005 : Bob Anderssen (Math. – CSIRO Mathematical and Information Sciences)
- 2006 : Eugene Seneta (Stat. – Université de Sydney, Department of Mathematics and Statistics)
- 2007 : Peter Drummond (Phys. – Université du Queensland, Department of Physics)
- 2008 : Alan Carey (Math. – Université nationale australienne)
- 2009 : Peter Gavin Hall (Stat. – Université de Melbourne et Université de Californie à Davis)
- 2010 : William Daniel Phillips (Phys. – National Institute of Standards and Technology in Gaithersburg MD)
- 2011 : Cheryl Praeger (Math. – School of Mathematics and Statistics, Université d'Australie-Occidentale)
- 2012 : Annette Dobson (Stat. – School of Population Health, Université du Queensland)
- 2013 : Donald Melrose (en) (Phys. – School of Physics, Université de Sydney)
- 2014 : Richard P. Brent (Math. - Université nationale australienne)
- 2015 : David Balding (en) (Stat. - Université de Melbourne et UCL Genetics Institute London)
- 2016 : Michael Berry (Phys. - Université de Bristol, UK)
- 2017 : Hinke Osinga (Math. - Université d'Auckland)
- 2018 : Noel Cressie (en) (Stat. -  Université de Wollongong)
- 2019 : Margaret Reid (en) (Phys. - Université technologique de Swinburne)[3]
- 2020 : Amnon Neeman (Math. – Université nationale australienne)
- 2021 : Louise M. Ryan (Stat. - Université technologique de Swinburne)[4]
- 2022 : Halina Rubinsztein-Dunlop (en) (Physique - Université du Queensland)